# Marathon van Fukuoka 1971
De marathon van Fukuoka 1971 werd gelopen op zondag 5 december 1971. Het was de 25e editie van de marathon van Fukuoka. Aan deze wedstrijd mochten alleen mannelijke elitelopers deelnemen. De Amerikaan Frank Shorter kwam als eerste over de streep in 2:12.50,4.

## Uitslagen
| rang   | naam               | land | tijd      |
| ------ | ------------------ | ---- | --------- |
| Goud   | Frank Shorter      | USA  | 2:12.50,4 |
| Zilver | Akio Usami         | JPN  | 2:13.22,8 |
| Brons  | Jack Foster        | NZL  | 2:13.42,4 |
| 4      | Seppo Nikkari      | FIN  | 2:16.21,4 |
| 5      | Terry Manners      | NZL  | 2:16.23,4 |
| 6      | John Farrington    | AUS  | 2:17.41,0 |
| 7      | Pentti Rummakko    | FIN  | 2:17.57   |
| 8      | Masaharu Sagawa    | JPN  | 2:17.58   |
| 9      | Kenichi Otsuki     | JPN  | 2:19.23   |
| 10     | John Robinson      | NZL  | 2:20.01   |
| 11     | Kenji Kimihara     | JPN  | 2:21.52   |
| 12     | Kokichi Uchino     | JPN  | 2:22.39   |
| 13     | Manfred Steffny    | GER  | 2:23.01   |
| 14     | Vasiliy Shalyminov | UKR  | 2:23.26   |
| 15     | Kunio Fujita       | JPN  | 2:24.25   |
| 17     | Yasunori Hamada    | JPN  | 2:24.48   |
| 18     | Kimio Otsuka       | JPN  | 2:25.06   |
| 19     | Yoshiaki Unetani   | JPN  | 2:25.41   |
| 20     | Ikunori Iwami      | JPN  | 2:25.58   |
| 21     | Jeff Julian        | NZL  | 2:26.16   |
| 22     | Nobuyoshi Sadanaga | JPN  | 2:26.52   |
| 23     | Kenji Hanada       | JPN  | 2:26.57   |

1947 ·
1948 ·
1949 ·
1950 ·
1951 ·
1952 ·
1953 ·
1954 ·
1955 ·
1956 ·
1957 ·
1958 ·
1959 ·
1960 ·
1961 ·
1962 ·
1963 ·
1964 ·
1965 ·
1966 ·
1967 ·
1968 ·
1969 ·
1970 ·
1971 ·
1972 ·
1973 ·
1974 ·
1975 ·
1976 ·
1977 ·
1978 ·
1979 ·
1980 ·
1981 ·
1982 ·
1983 ·
1984 ·
1985 ·
1986 ·
1987 ·
1988 ·
1989 ·
1990 ·
1991 ·
1992 ·
1993 ·
1994 ·
1995 ·
1996 ·
1997 ·
1998 ·
1999 ·
2000 ·
2001 ·
2002 ·
2003 ·
2004 ·
2005 ·
2006 ·
2007 ·
2008 ·
2009 ·
2010 ·
2011 ·
2012 ·
2013 ·
2014 ·
2015 ·
2016 ·
2017